# Râul Cireș, Coțatcu
Râul Cireș este un curs de apă, afluent al râului Coțatcu. 

## Hărți
- Ovidiu Gabor - Economic Mechanism in Water Management Arhivat în 5 martie 2009, la Wayback Machine.]